# 2001 QG207
(186024) 2001 QG207 eller 2001 QG207 är en asteroid upptäckt 23 augusti 2001 av Lowell Observatory Near-Earth-Object Search vid Anderson Mesa.
Asteroiden befinner sig i en 4:3 banresonans med Jupiter vilket innebär att den gör fyra varv runt Solen medan Jupiter gör tre. Asteroider med denna typ av omloppsbana räknas till Thule-asteroiderna.